# Ústí nad Labem-Severní terasa
Ústí nad Labem-Severní terasa je jeden ze čtyř samosprávných městských obvodů statutárního města Ústí nad Labem. Nachází se na severu Ústí nad Labem na vyvýšenině na levém břehu Labe. V roce 2009 zde bylo evidováno 1330 adres. V roce 2011 zde trvale žilo 20 500 obyvatel.

## Vymezení obvodu
Do městského obvodu patří Severní Terasa, Kočkov, Stříbrníky a Dobětice, tyto celky však nejsou samostatně vymezeny jako místní části a kromě Dobětic ani jako katastrální území.
Obvod zahrnuje celé katastrální území Dobětice (včetně sídliště Dobětice a Dobětické výšiny)[zdroj⁠?!] a díly (části katastrálních území) Ústí nad Labem 2 (kam spadá Kočkov, sídliště Severní terasa, sídliště Stříbrníky i levá strana Bertina údolí a Mariánský vrch), Bukov 2 (areál Masarykovy nemocnice) a Krásné Březno 2 (nevelký pás mezi ulicemi Rabasova a Nad Březnem).

## Historie
Již v 60. letech se uvažovalo o výstavbě velkého sídliště pro 25 tisíc obyvatel v prostoru k obcím Kočkov a Stříbrníky, navazující na stávající zástavbu na Skřivánku. V roce 1965 zpracovali Václav Krejčí, Josef Gabriel a Mojmír Böhm podrobný územní plán výstavby. První etapa výstavby započala v roce 1969. Z původně plánované vybavenosti sídliště však byla realizována jen malá část. Přesun obyvatel do nového sídliště urychlil chátrání starých částí města. Dne 1. července 1988 byla na Stříbrníky zavedena první trať ústecké trolejbusové dopravy, v květnu 1989 byly zavedeny trolejbusy na Skřivánek, roku 1990 byla trať se Stříbrníků prodloužena do Dobětic, roku 2005 byla na Severní Terasu přivedena trať z Bukova.

## Charakteristika obvodu
Převážná většina obyvatel obvodu žije v panelových sídlištích (sídliště Severní terasa, sídliště Stříbrníky, sídliště Dobětice), vybudovaných v letech 1969–1995. V budově bývalé Krajské politické školy, se nachází rektorát Univerzity J. E. Purkyně, na území obvodu je i řada dalších škol, moderní tiskárenský komplex Severotisk a vedle něj tiskárna Labe, Masarykova nemocnice, dětská poliklinika, řada obchodních center, Česká lékárnická společnost, závod Tesla, domovy důchodců, dětský domov, domov pro matku a dítě, ústav sociální péče pro mládež, řada hřišť a sportovní hala. Mezi zajímavá místa patří Erbenova vyhlídka s rozhlednou a Bertino údolí.

## Další fotografie

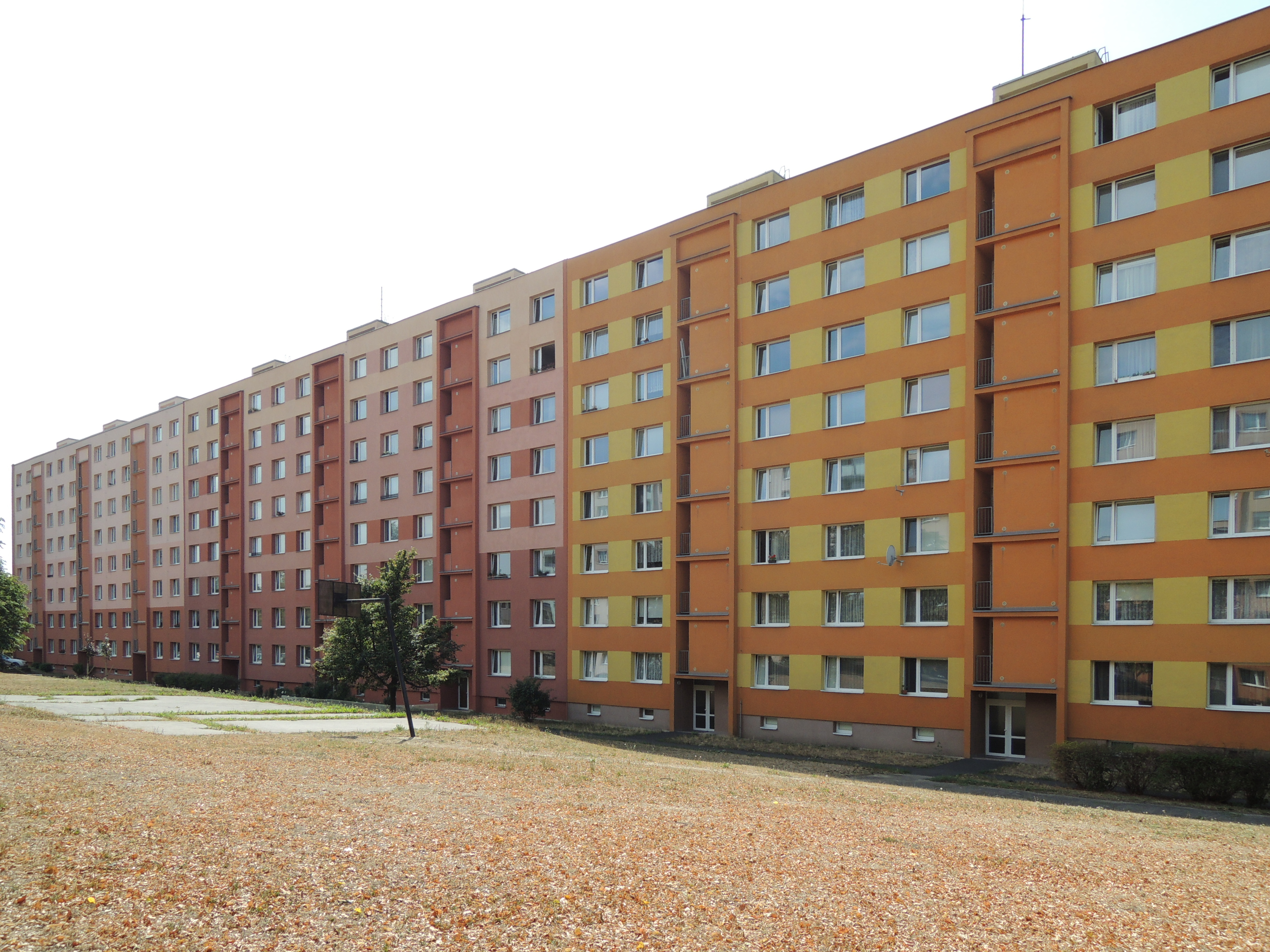
Panelák ve Zvonkové ulici
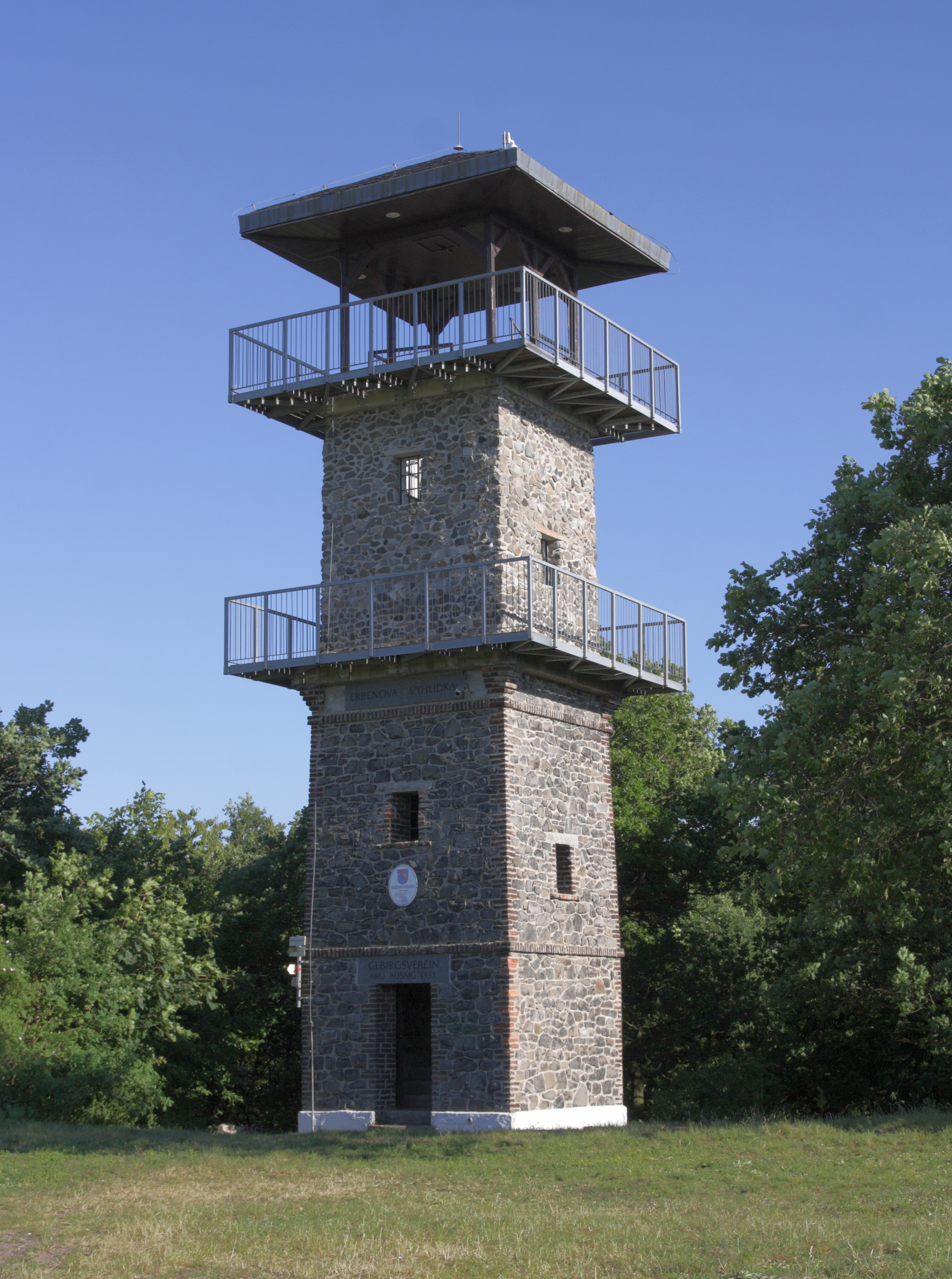
Rozhledna na Erbenově vyhlídce
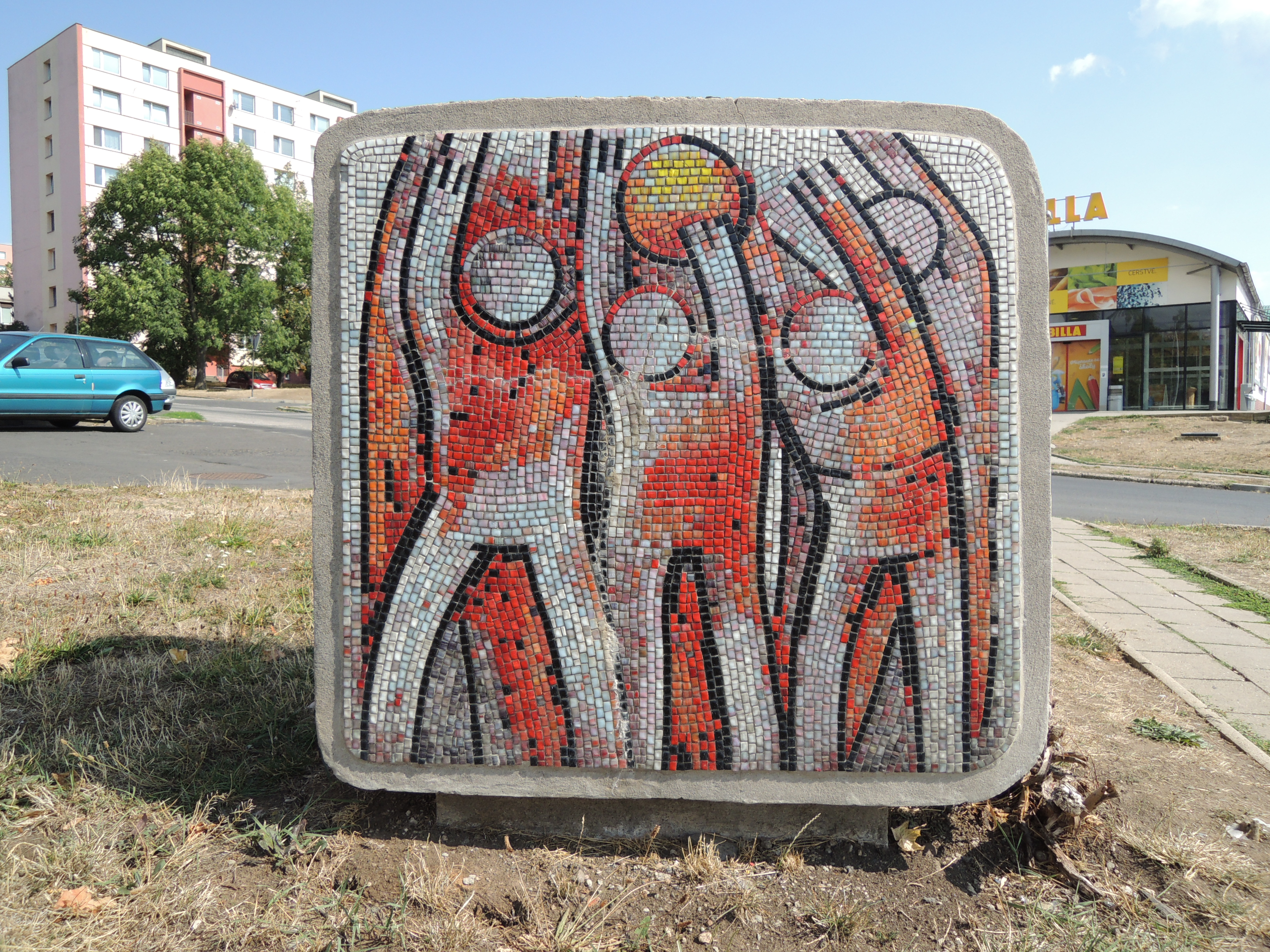
Mozaika v Ladově ulici
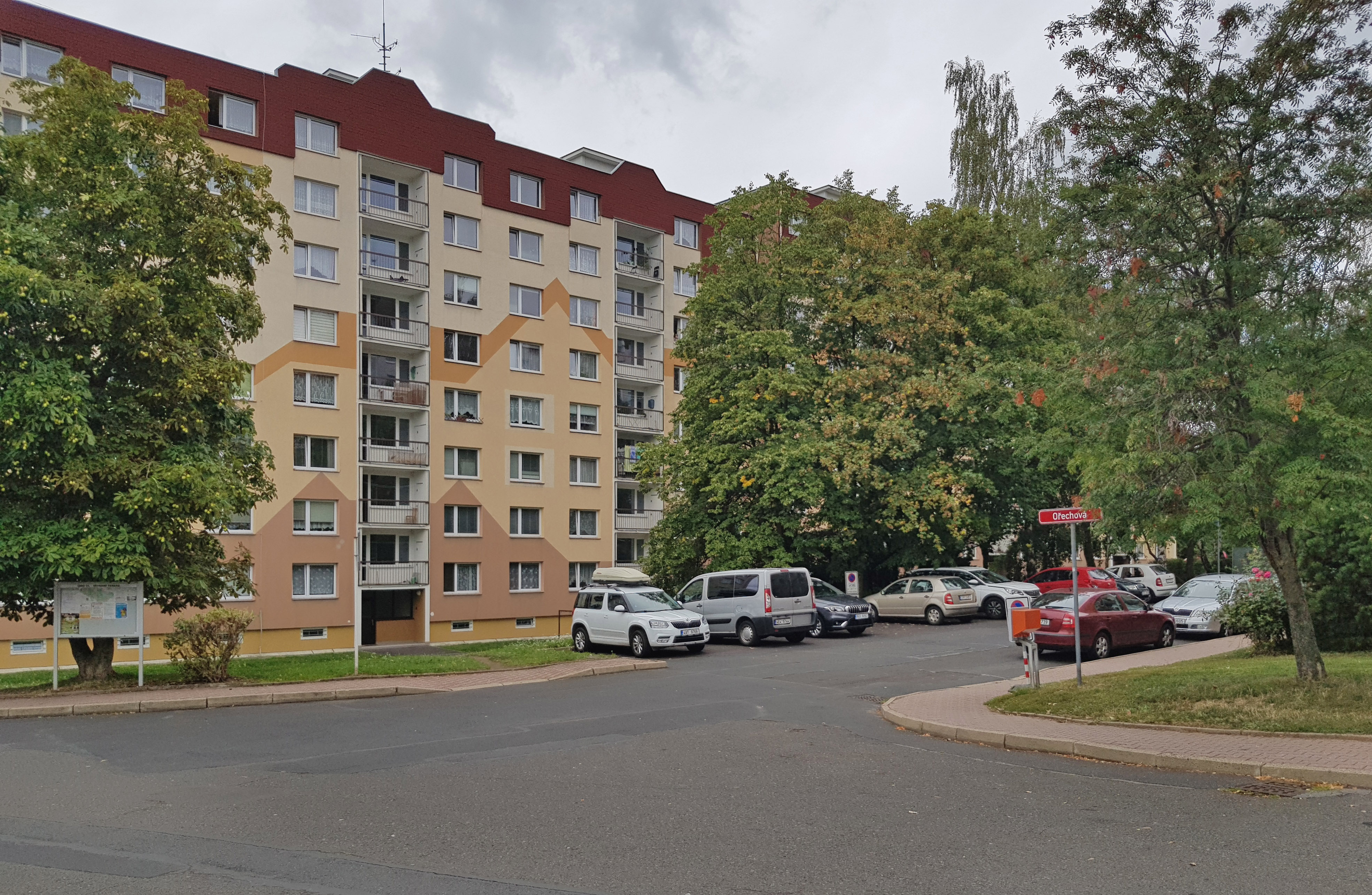
Rekonstruované domy v Orlické ulici
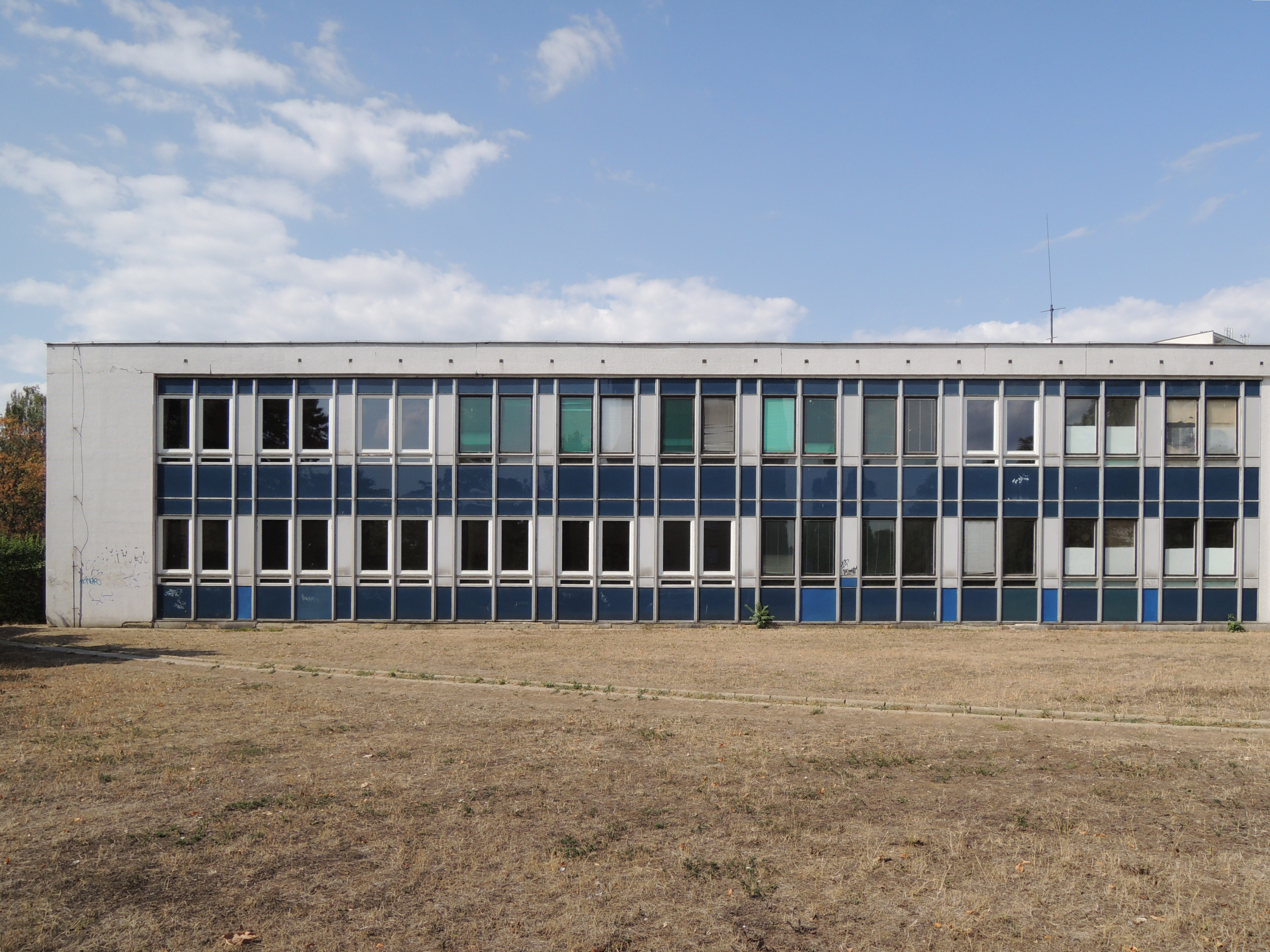
Gymnázium Stavbařů